# Монато

Мона́то (есп. Monato) — незалежний міжнародний журнал що видається мовою есперанто, про політику, культуру, науки та життя в цілому сьогодні. Унікальний тим, що про місцеві події пишуть значною мірою тільки корінні кореспонденти, які добре знайомі із ситуацією на місці.
Журнал Monato заснований 1979 року. Друкується у Бельгії. Розповсюджується на 65 країн. Періодичність — 1 випуск на місяць.
Співредактор: Борис Григорович Колкер (Молдова/США)
Існує в п'ятьох версіях. Зокрема для сліпих видаються стрічки із записами текстів.